# دقائق دافئة أحادية الخلية
دقائق دافئة أحادية الخلية (الاسم العلمي: Tepidimonas) هي جنس من البكتيريا، سلبية الغرام، تتبع فصيلة الكوماموناسيات.